# Château Climens
Koordinaten: 44° 38′ 22,1″ N, 0° 20′ 5″ W

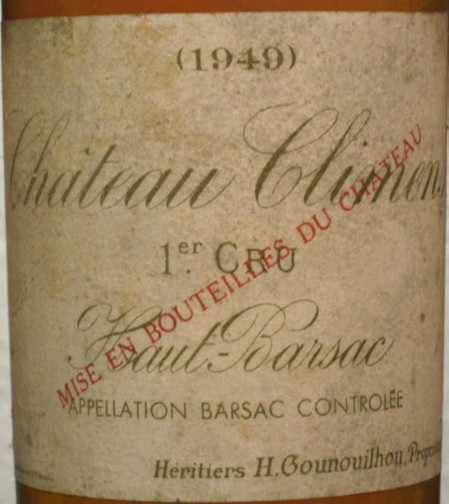
Ein altes Weinetikett von Château Climens des Jahrgangs 1949

Das Weingut Château Climens liegt in der Gemeinde Barsac, einem Teil der Appellation d’Origine Contrôlée Barsac in der Weinbauregion Bordeaux. Bei der Bordeauxwein-Klassifizierung von 1855 wurde es als „Premier Cru Classé“ klassifiziert. Das Gut verfügt über 30 Hektar Rebfläche.
Die Rebsorte Sémillon ist die einzig angepflanzte Sorte. Diese Wahl ist sehr ungewöhnlich, da in der Region von Barsac und Sauternes dem Sémillon meist noch Sauvignon Blanc und Muscadelle beigemischt werden. Das mittlere Alter der Rebstöcke liegt bei 35 Jahren (Stand 2007) und die Pflanzdichte liegt bei 6.600 Rebstöcken/Hektar. Die Lese erfolgt per Hand in mehreren Lesegängen, um die edelfaulen Beeren zu selektionieren. Der Wein reift 20–24 Monate in Barriques, die jährlich zu 35 bis 45 % erneuert werden. Jährlich werden im zwanzigjährigen Schnitt ca. 25.000–30.000 Flaschen vermarktet. Die Ertragsbeschränkung liegt beim Grand Vin bei sehr niedrigen 7 hl/ha. Seit 1993 ist das Gut im Besitz von Bérénice Lurton.
Der Zweitwein des Guts heißt Cyprès de Climens.

## Geschichte
Eine erste schriftliche Erwähnung des Guts findet sich in einem Vertrag des Jahres 1547, der den Staatsanwalt Guirault Roborel als Erbe der Ländereien des heutigen Château Climens nennt. Eine Verbindung zu Jean Climens, dessen Existenz in Barsac bis ins Jahr 1462 zurückverfolgt wurde, konnte bislang nicht erstellt werden. Guirault legte die ersten Rebflächen an und die Familie erweiterte ihren Namen zu Roborel (oder Roboureille) de Climens.
Im Jahr 1800 erwarb Jean Bineaud Château Climens von der Familie Roborel de Climens. Der Kaufvertrag nannte eine Rebfläche von 27 Hektar, die auf 3 Parzellen verteilt waren. In den Unterlagen der Bordeauxwein-Klassifizierung von 1855 wurde zu jener Zeit Eloi Lacoste als Besitzer genannt. Im Jahr 1871 ging das Gut an Alfred Ribet, der es jedoch bereits 14 Jahre später auf dem Höhepunkt der Reblaus-Katastrophe an den Verleger Henri Gounouillhou verkaufen musste. Henri Gounouillhou war durch seine Heirat im Jahr 1880 mit Frl. Dubroca bereits Eigner von Château Doisy-Dubroca.
Unter der Führung des Guts durch die Familie Gounouillhou war Château Climens während vieler Jahre hinter Château d’Yquem qualitativ die Nummer zwei der Region.
Im Jahr 1971 kaufte Lucien Lurton das Weingut. Dessen Tochter Berenise führt es heute. Zur Jahrtausendwende stellte sie das Gut auf Biodynamie um.